# Scipione Guidi
Scipione Guidi (Venezia, 17 luglio 1884 – Los Angeles, 7 luglio 1966) è stato un violinista italiano.

## Biografia
Studiò al Regio Conservatorio di Milano, dove divenne poi insegnante. Si trasferì a Londra, dove formò il Trio Guidi e successivamente si trasferì a New York.
La sua carriera è stata prevalentemente quella di primo violino. Dal 1919 al 1921 fu primo violino della National Symphony Orchestra di New York, che fu assorbita dalla New York Philharmonic nel 1921. Diversamente da molti musicisti della National Symphony, che non furono confermati, Scipione Guidi fu nominato primo violino della New York Philharmonic. Nel 1919 formò il New York Trio, con al pianoforte Clarence Adler (padre di Richard Adler) e Cornelius van Vliet al violoncello, ma lasciò questa formazione nel 1923, a causa dei crescenti impegni con l'orchestra.
Rimase nel posto di primo violino della New York Philharmonic per un decennio, dal 1921 al 1931, sotto la direzione, fra gli altri, di Mengelberg e Toscanini. Durante questo periodo, quella che adesso è conosciuta come "New York Philharmonic" si fuse con la New York Symphony e il nome dell'orchestra passò da "Philharmonic Society of New York" a "Philharmonic-Symphony Society of New York". Durante tutti questi cambiamenti Scipione Guidi continuò a guidare l'orchestra come primo violino e comparve come solista per almeno 12 volte suonando brani del grande repertorio solistico (Bruch: Scottish Fantasy; Beethoven: Triplo concerto e Concerto per violino; Saint-Saens: 3' Concerto per violino; Bach: Concerto per 2 violini; Mendelssohn: Concerto per violino; Brahms: Doppio concerto (con Cornelius van Vliet); Vivaldi: Concerto per violino in LA minore.
Una delle sue famose esecuzioni a New York è quella effettuata fra l'11 e il 13 dicembre del 1928, nella registrazione di Ein Heldenleben (Vita d'eroe) di Richard Strauss, con il grande cornista Bruno Jaenicke, sotto la direzione di Willem Mengelberg. Nel 1931 Scipione Guidi lasciò la New York Philharmonic per trasferirsi a Saint Louis, dove fu nominato primo violino della Saint Louis Symphony da Vladimir Golschmann. Fra Golschmann e Guidi si sviluppò un rapporto di amicizia, che continuava anche all'esterno della sala da concerto e che coinvolgeva le relative famiglie. L'amicizia cominciò però a sgretolarsi durante una prova, alla fine della quale si arrivò all'immediato licenziamento di Guidi da parte di Golschmann.
A quel punto Scipione Guidi si trasferì nell'area di Los Angeles, dove divenne un musicista di successo nelle orchestre degli Studios di Hollywood. Il suo nome, ad esempio, figura anche fra i musicisti delle registrazioni del cantante Bing Crosby. Fu anche direttore e solista della Glendale Symphony. Morì a Los Angeles, in California, il 7 luglio 1966. La sua grande villa vicino al Sunset Boulevard di Hollywood fu acquistata dall'armonicista George Fields, che utilizzò anche uno spazio della villa come studio di registrazione. Tutti i ricordi di Guidi, come le foto autografate dei più grandi direttori dell'epoca, furono lasciate esposte nella casa per lungo tempo, a testimoniare l'importante carriera dell'ex proprietario.